# Uthman ibn Maz'un
ʿUthmān b. Maẓʿūn b. Ḥabīb (in arabo عثمان بن مظعون‎?; La Mecca, ... – Medina, 625) è stato uno dei primi discepoli di Maometto e uno di coloro che gli furono più vicini, al punto di essere annoverato tra i suoi "Compagni".
Figlio di un importante capoclan di Mecca, i Banū Jumaḥ, e fratello di latte di Maometto, fu uno di coloro che presero parte alla cosiddetta Piccola Egira in Abissinia. Al diffondersi di voci sull'accettazione dell'Islam da parte dei Meccani, fece ritorno nella propria città, rimanendovi anche dopo avere scoperto che tali voci erano infondate e che i musulmani erano ancora perseguitati. Poté farlo grazie alla protezione di al-Walīd b. al-Mughīra, sayyid del potente clan meccano dei B. Makhzūm, che era stato amico di suo padre.
In seguito, però, per non godere di privilegi speciali rispetto ai suoi correligionari, rinunciò a questa protezione e un giorno, trascinato in una disputa con il poeta Labid e con il suo uditorio, ricevette un colpo al viso che gli fece perdere un occhio, del che egli non si lamentò, considerandolo anzi un segno di distinzione.
In effetti, la figura di ʿUthmān è caratterizzata da una tendenza all'ascetismo che sconfinava con l'autolesionismo. Sembra che già prima dell'incontro col Profeta egli conducesse vita austera, che fosse astemio e che avesse raccolto intorno a sé alcuni seguaci (tra cui due fratelli, un figlio e altri parenti), al pari di altri ḥanīf dell'epoca, confluendo poi nella religione proclamata da Maometto.
Sposato con Khawla bint Hakim, si ricordano alcuni eccessi della sua ascesi, tra cui il suo voto di castità "di cui sua moglie si sarebbe lamentata con ʿĀʾisha" e addirittura la sua richiesta al Profeta di permettergli di potersi castrare (richiesta, questa, che non ottenne il consenso di Maometto). 
Morì nell'anno 3 dell'Egira, un anno dopo la vittoriosa battaglia di Badr, cui egli stesso aveva partecipato, e fu il primo musulmano ad essere inumato nel Baqīʿ al-Gharqad di Medina. Accanto alla sua tomba Maometto, poco prima della sua morte, seppellì il figlioletto infante Ibrāhīm, avuto poco prima dalla sua schiava copta Maryam.